# Adolf Vallaster
Adolf Vallaster (* 25. August 1940 in Mäder, Vorarlberg) ist ein österreichischer Dialektautor.
Vallaster ist gelernter Mechaniker und war von 1961 bis 2000 bei der Gemeinde Mäder beschäftigt; erst als Gemeindekassier und anschließend als Gemeindesekretär. 2006 wurde ihm die Ehrenbürgerschaft der Gemeinde verliehen.
Vallaster war bis 2009 Obmannstellvertreter des Katholischen Bildungswerkes Vorarlberg. Er ist Mitglied des Vorarlberger Autorenverbandes – Literatur Vorarlberg und des Internationalen Dialektinstitutes. Er leitet seit mehr als zwanzig Jahren Mundartseminare.

## Publikationen
- mit Hugo Ender (Holzschnitte): Mir und da Rhi. Gedichte in Vorarlberger Mundart. Lebendiges Wort Bd. 91, Verlag Welsermühl, Wels 1974.
- mit Walter Khüny (Zeichnungen): Ma künt o schtill si. Gedichte in Mäderer Mundart. Fink’s Verlag, Bregenz 1987, ISBN 3-900438-22-6.
- mit Nikolaus Walter (Fotos): Biblisches - dütsch g’set. Gedanken zu Bibelstellen in Mäderer Mundart. Das geflügelte Wort Nr. 6, Hieronymus Münzer Verlag, Feldkirch 1993, ISBN 3-85176-012-3.
- (Hrsg.) mit Walter Buder: Alt.Jung.Sein. Texte in Vorarlberger Mundarten. Kath. Bildungswerk Vorarlberg, diöpress, Feldkirch 2001, ISBN 3-902221-00-3.
- mit Herbert Albrecht (Bilder), Rainer Stöckli (Geleitsätze): Kopfnüss. Mundartgedichte. Hämmerle Verlag, Hohenems 2004, ISBN 3-902249-62-5.